# 久元喜造
久元 喜造（ひさもと きぞう、1954年〈昭和29年〉2月1日 - ）は、日本の政治家、自治・総務官僚。兵庫県神戸市長（3期）。
妻は国立音楽大学教授でピアニストの久元祐子。尊敬する人物には、沖縄戦当時の沖縄県知事島田叡を挙げている。

## 来歴
神戸市兵庫区生まれ。1960年（昭和35年）に神戸市立川池小学校（後の神戸市立会下山小学校）に入学し、1964年（昭和39年）に神戸市立小部小学校に転校。神戸市立山田中学校、灘高等学校、東京大学法学部卒業。東大在学中は西尾勝や坂本義和のゼミで行政学・国際政治を学んだ。
1976年（昭和51年）、自治省に入省（財政局指導課兼大臣官房総務課）。本省での勤務の他、青森県庁、京都府庁、北海道札幌市役所、内閣官房等への出向も経験する。1997年（平成9年）以降は地方公務員の年金・医療制度、地域振興の調整、地方公共団体の財政の調査・健全化、総務省内の政策調整、地方自治制度の企画・立案等を担当。また総務省在職中、市町村の「平成の大合併」推進・終結を図る法律改正、指定管理者制度の創設等に関する法改正に携わり、道州制に関する地方制度調査会答申にも参画した。総務省選挙部長、自治行政局長を歴任し、2012年（平成24年）9月、総務省を退官。同年11月、神戸市会での議決を受けて、市長矢田立郎の下で副市長就任。
2013年（平成25年）6月6日、神戸市副市長を退任。同日、矢田は自身の次期市長選への不出馬を表明。併せて「（久元に）バトンを渡したい」と述べ、自身の後継に久元を指名した。翌6月7日、久元は神戸市長選への立候補を表明。自由民主党、民主党、公明党、連合兵庫から推薦を受け、無所属で立候補した。なお、一時は独自候補を擁立する構えを見せていた日本維新の会は、9月の大阪府堺市長選挙での敗北を受け、10月2日に独自候補の擁立断念及び自主投票を決定した（矢田市長は堺市長選において現職の竹山修身を支持）。神戸市長選は久元を含む5人が立候補したが、久元が次点の候補に5,675票の僅差で競り勝ち、初当選した。久元の得票数は161,889.094票（小数点以下は按分票によるもの）。投票率は36.55%。
同年11月20日に神戸市役所に初登庁し、正式に神戸市長に就任した。初の戦後生まれの神戸市長、また久々の神戸市職員出身者以外の神戸市長である。
神戸市産のイチゴ品種「神戸ルージュ」の名付け親でもある。三宮駅前都心部やウォーターフロントの再開発に取りかかるとともに、様々な行財政改革を積極的に押し進めた。
2017年（平成29年）10月22日、二期目をめざして市長選挙に立候補。過去最高得票である340,064票を獲得して他の3候補を退け、再選した。投票率は47.58%。今期では、地下鉄北神線を阪急阪神東宝グループの北神急行電鉄から取得し、地下鉄全線の公営化と、北神線の運賃引き下げを実現した。
2021年（令和3年）10月31日、三期目をめざして市長選挙に出馬。前回を上回る歴代最高得票の439,749票を獲得して他の4候補を退け、当選した。投票率は53.85%。
同年11月26日、指定都市市長会の会長選挙に立候補し、無投票で当選。任期は2022年4月から2年間。
2024年東京都知事選挙（7月7日投票）で現職の小池百合子が三選したことについて、同月11日の定例記者会見で「有り余る財源を使ってやりたい放題で東京に人材を集める。周辺の自治体も迷惑だと思う。地方からみて極めて遺憾」という理由で「小池都政を終わらせてほしかった」と発言。これに対して小池は翌日の定例記者会見で「神戸の市長というよりは旧自治省のお言葉なのかなと思う」とコメントした。

## 経歴
- 1954年2月1日：兵庫県神戸市兵庫区にて出生
- 1960年：神戸市立川池小学校入学。
- 1964年：神戸市立小部小学校へ転入学。
- 1966年：神戸市立山田中学校入学。
- 1969年：灘高等学校入学。
- 1972年：東京大学文科一類入学。
- 1976年：東京大学法学部卒業、自治省入省。
- 1976年：石川県総務部地方課。
- 1977年 - 石川県総務部財政課。
- 1981年：青森県企画部副参事。
- 1982年：青森県企画部企画課長。
- 1983年：青森県総務部地方課長。
- 1987年：京都府総務部地方課長。
- 1989年：京都府総務部財政課長。
- 1990年：自治省大臣官房企画室理事官。
- 1992年：札幌市財政局長。

- 1995年：内閣官房内閣審議官。

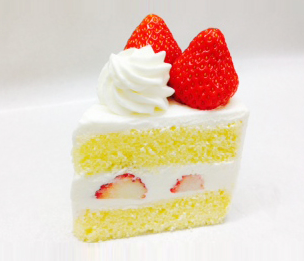
久元喜造が名付け親となり半世紀ぶりに復活したイチゴ「神戸ルージュ」を使ったファクトリーシンのショートケーキ

- 2001年：総務省自治財政局財務調査課長。
- 2003年1月：総務省自治行政局行政課長。
- 2005年1月：総務省大臣官房審議官（地方行政、地方公務員制度、選挙担当）。
- 2006年7月：総務省自治行政局選挙部長。
- 2008年7月：総務省自治行政局長。
- 2011年：（併）自治大学校長[14]。
- 2012年9月：退官。
  - 11月：神戸市副市長。
- 2013年6月6日：神戸市副市長を退任。
  - 10月27日：神戸市長選挙が行なわれ、初当選。
- 2015年2月：1960年に神戸市が開発した唯一のイチゴ品種「神戸1号」が神戸市北区大沢町で半世紀ぶりに復活。愛称を「神戸ルージュ」とし、名付け親となる。同月21日より洋菓子店「ファクトリーシン」にて神戸ルージュを使ったイチゴショートケーキが販売された[15]。
- 2017年10月22日：神戸市長選挙。久元が再選。

## 著作
- 著書
  - 『ネット時代の地方自治』（2013年8月 講談社）
  - 『ひょうたん池物語』（イラスト：有村綾 2016年11月 神戸新聞総合出版センター）※童話
  - 『持続可能な大都市経営―神戸市の挑戦―』（増田寛也と共著 2017年8月 ぎょうせい）
  - 『神戸残影』（2019年10月 神戸新聞総合出版センター）
- 論文
  - 「ふるさと創生」関連施策の動向について『月刊地方自治』1991年2月号（ぎょうせい）
  - 「地域づくり推進事業」を活用した地域づくりについて『自治研究』1991年3月号（第一法規）
  - 「平成4年度自治省重点施策について」『自治研究』1991年10月号（第一法規）
  - 「世代のはざま、世界観の相克－苦悩する年金制度の現在」『月刊地方自治』（ぎょうせい）1997年12月号（ぎょうせい）
  - 「地方自治制度改革の方向と展望について」『自治研究』2004年5月号（第一法規）
  - 「市町村合併新法、地方自治法の一部改正などについて」（井上源三と共著）『自治研究』2004年7・8月号（第一法規）
  - 「第二八次地方制度調査会第一次答申と地方自治制度改革の課題について」『自治研究』2006年2・3・5月号（第一法規）
  - 「東日本大震災と地方自治」『月刊地方自治』2012年1月号（ぎょうせい）
  - 「地方自治関係判例三題」『月刊判例地方自治』2012年1月号（ぎょうせい）
  - 「地方自治法における違法確認訴訟制度の創設について」『自治研究』2012年11・12月号（第一法規）